# (31190) Toussaint
(31190) Toussaint (1997 YB12) – planetoida z pasa głównego asteroid okrążająca Słońce w ciągu 4,18 lat w średniej odległości 2,6 j.a. Odkryta 27 grudnia 1997 roku.